# Agustín 1. af Mexico
Agustín Cosme Damián de Iturbide y Arámburu  (27. september 1783 – 19. juli 1824) var kejser i Mexico mellem 1822 og 1823 som Agustín I af Mexico. Iturbide var født og havde sin opvækst i Valladolid, byen som nu hedder Morelia i delstaten Michoacán. Dengang var Valladolid en del af Ny Spanien. Hans spanske forældre kom til Mexico kort før hans fødsel.
1. ↑  Navnet er anført på svensk og stammer fra Wikidata hvor navnet endnu ikke findes på dansk.